# Awendo
Awendo is een plaats in de Keniaanse provincie Nyanza. Het inwoneraantal is 13.760 (peildatum 1999).